# NSG Oldenburger See und Umgebung
NSG Oldenburger See und Umgebung este o arie protejată (arie specială de conservare — SAC, sit de importanță comunitară — SCI, arie de protecție specială avifaunistică — SPA) din Germania întinsă pe o suprafață de 123 ha, integral pe uscat.

## Localizare
Centrul sitului NSG Oldenburger See und Umgebung este situat la coordonatele 53°36′12″N 10°45′01″E / 53.6033°N 10.7503°E.

## Înființare
Situl NSG Oldenburger See und Umgebung a fost declarat arie de protecție specială avifaunistică în martie 1992 pentru a proteja 7 specii de animale. Alte tipuri de protecție:
- sit de importanță comunitară (în septembrie 2004)
- arie specială de conservare (în ianuarie 2010)[1][3][4]

## Biodiversitate
Situată în ecoregiunea continentală, aria protejată conține 4 habitate naturale: Lacuri și iazuri distrofice naturale, Păduri de fag Asperulo-Fagetum, Păduri acidofile de stejar bătrân cu Quercus robur pe câmpii nisipoase, Mlaștini împădurite.
La baza desemnării sitului se află mai multe specii protejate de  păsări (7): erete de stuf (Circus aeruginosus), ciocănitoarea de stejar (Dendrocopos medius), ciocănitoare neagră (Dryocopus martius), muscar negru (Ficedula hypoleuca), Grus grus grus, sfrâncioc roșiatic (Lanius collurio), ciocârlie de pădure (Lullula arborea)